# Мејсер (Јута)
Мејсер (енгл. Maeser) насељено је место без административног статуса у америчкој савезној држави Јута.

## Демографија
По попису из 2010. године број становника је 3.601, што је 746 (26,1%) становника више него 2000. године.
| Група             | 2000.         | 2010.         |
| Белци             | 2.737 (95,9%) | 3.307 (91,8%) |
| Афроамериканци    | 2 (0,1%)      | 9 (0,2%)      |
| Азијати           | 7 (0,2%)      | 18 (0,5%)     |
| Хиспаноамериканци | 67 (2,3%)     | 209 (5,8%)    |
| Укупно            | 2.855         | 3.601         |